# Michael Jackson: 30th Anniversary Celebration
«Michael Jackson: 30th Anniversary Celebration» — концертное шоу и телевизионный спецпроект Майкла Джексона, посвящённый 30-летию его сольной карьеры. Шоу проходило в Мэдисон-Сквер-Гарден в Нью-Йорке 7 и 10 сентября 2001 года. 13 ноября 2001 года телеканал CBS показал выступления в виде двухчасового спецпроекта. Шоу было смонтировано из фрагментов двух выступлений.
По данным Nielsen Media Research, спецпроект посмотрели около 45 миллионов человек, что сделало «Michael Jackson: 30th Anniversary Celebration» одним из самых рейтинговых музыкальных спецпроектов в истории телевидения. Билеты на шоу были распроданы за 2 часа. Цены на них были одними из самых высоких за всю историю мероприятий; лучшие места (VIP) стоили 10 000 долларов, в стоимость которых входил ужин с Джексоном и постер с автографом.
Хореографию шоу поставили Гленн Дуглас Паккард и Брайан Томас, которые были номинированы на премию «Эмми» за выдающуюся хореографию. Шоу было представлено Дэвидом Гестом, World Events LLC и Clear Channel Entertainment. По некоторым данным, Джексон заработал 7,5 миллионов долларов за каждый из двух концертов. Официальные кассовые сборы обоих концертов составили 10 072 105 долларов.
Эти 2 концерта стали единственными, на которых Майкл вживую исполнил песни из своего альбома Invincible. 

## Сет-лист

### Пятница, 7 сентября[3]
| Исполнитель                                     | Песня |
| ----------------------------------------------- | --- |
| Сэмюэл Л. Джексон                               | Введение |
| Майя Хэррисон Ашер Уитни Хьюстон                | «Wanna Be Startin' Somethin' |
| Марлон Брандо                                   | Гуманитарная речь |
| Билли Гилман                                    | «Ben» |
| Шэгги Рэйвон Рикрок                             | «Angel» «It Wasn't Me» |
| Моника Эл Джерро Джилл Скотт Дебора Кокс        | «Home» «You Can't Win» «Ease On Down The Road» |
| Джеймс Ингрэм Глория Эстефан                    | «I Just Can't Stop Loving You» |
| Марк Энтони                                     | «She's Out Of My Life» |
| Моника Тамия Майя Хэррисон Дебора Кокс Ра Дигга | «Heal the World» |
| Лайза Миннелли                                  | «You Are Not Alone» «Never Never Land/Over The Rainbow»                                                                                                 |
| Destiny's Child                                 | «Bootylicious» |
| Рэй Чарльз Кассандра Уилсон                     | «Crying Time» |
| Элизабет Тейлор                                 | Объявление The Jacksons |
| The Jacksons                                    | «Can You Feel It» «ABC» «The Love You Save» «I'll Be There» «I Want You Back» «Dancing Machine» (вместе с NSYNC) «Shake Your Body (Down to the Ground)» |
| Майкл Джексон Бритни Спирс                      | «The Way You Make Me Feel» |
| Крис Такер                                      | Объявление Майкла Джексона |
| Майкл Джексон                                   | «Billie Jean» «Black or White» «Beat It» (вместе с Джейсоном Пейджем и Слэшэм) «You Rock My World»                                                      |
| Все артисты                                     | «We Are the World» «You Rock My World» |

### Понедельник, 10 сентября[4][5]
| Исполнитель                                     | Песня |
| ----------------------------------------------- | --- |
| Ашер Майя Хэррисон Дебора Кокс                  | «Wanna Be Startin' Somethin'» |
| Дайон Уорвик                                    | «I'll Never Love This Way Again» |
| Ромео Миллер Master P                           | «My Baby» |
| Глория Гейнор                                   | «I Will Survive» |
| 98 Degrees Ашер Лютер Вандросс                  | «Man in the Mirror» |
| Мисси Эллиотт Нелли Фуртадо                     | «Get Ur Freak On» |
| Билли Гилман                                    | «Ben» |
| Лайза Миннелли                                  | «You Are Not Alone» «Never Never Land/Over The Rainbow»                                                                               |
| Моника Эл Джерро Джилл Скотт Дебора Кокс        | «Home» «You Can't Win» «Ease On Down The Road»                                                                                        |
| Глэдис Найт                                     | «I Heard It Though The Grapevine» «Midnight Train To Georgia»                                                                         |
| Аарон Картер                                    | «I Want Candy» |
| Моника Тамия Майя Хэррисон Дебора Кокс Ра Дигга | «Heal The World» |
| Элизабет Тейлор                                 | Объявление The Jacksons |
| The Jacksons                                    | «Can You Feel It» «ABC» «The Love You Save» «I'll Be There» «I Want You Back» «Shake Your Body (Down to the Ground)»                  |
| Майкл Джексон                                   | «The Way You Make Me Feel» |
| Крис Такер                                      | Объявление Майкла Джексона |
| Майкл Джексон                                   | «Billie Jean» «Black or White» «Beat It» (вместе с Джейсоном Пейджем и Слэшэм) «You Rock My World» (вместе с Ашером и Крисом Такером) |

## Дата концертов
| Дата              | Город    | Страна | Место проведения     |
| ----------------- | -------- | ------ | -------------------- |
| 7 сентября, 2001  | Нью-Йорк | США    | Мэдисон-Сквер-Гарден |
| 10 сентября, 2001 | Нью-Йорк | США    | Мэдисон-Сквер-Гарден |

Показ 10 сентября был перенесён на 2 дня раньше из-за высокого спроса.

## После концерта
Согласно некоторым источникам, 11 сентября 2001 года Джексон вместе со своим личным помощником Фрэнком Касчио должны были встретиться в Всемирном торговом центре, чтобы вернуть часы стоимостью в «2 миллиона» долларов, которые Майкл использовал на концерте, и бриллиантовое ожерелье для Элизабет Тейлор, но проспали и не пришли. В интервью 2002 года Джексон не упомянул о встрече и сказал, что ему «позвонили друзья из Саудовской Аравии» и сообщили о терактах, после чего он включил телевизор и увидел, как рушатся башни-близнецы. Утверждение о том, что Джексон бежал из города вместе с Тейлором и Марлоном Брандо, было опровергнуто; он просто собрал вещи детей и отвёз их в Нью-Джерси. Майкл также позаботился о том, чтобы десятки его фанатов переехали в другое место и ни в чём не нуждались.